# 巴什基尔自然保护区
巴什基尔自然保护区（俄语：Башкирский заповедник）位于南烏拉爾山脈的中心地带。它包括的区域是从南乌拉尔山脉的西部山地到卡加河（Кага）旁森林覆盖的山坡，是山地森林到草原森林的过渡区域。该保护区位于巴什科尔托斯坦的布爾姜區。

## 地形
该保护区位于卡加河之北、南乌拉尔河的支流南部之东、乌姜河之南、克拉卡山脉之西。许多山脊的顶部平滑，并被森林覆盖着。森林从保护区东部山脉的山坡一直延伸到下层的草原和草地。

## 气候与生态
巴什基尔自然保护区处在“乌拉尔山地森林和苔原”生态区的南端，这是欧洲和亚洲植被区（穿过乌拉尔河）之间的过渡区域。（WWF ID＃610）。
巴什基尔自然保护区的气候属于温带大陆性湿润气候（柯本气候分类为“Dfc”），其特点是每年等温差很大，一天之内的温差也很大，夏季凉爽，冬季寒冷，全年降水量相对均匀。

## 植物群和动物群
由于该保护区位于几个生态区的交汇处，因此其生物多样性很高。植被包括了西伯利亚和欧洲、中亚、北极的类型。森林覆盖面积占保护区的80%，主要是北方森林形式的松树和落叶松，保护区的一些部分有大型桦树林，桤木、柳树林沿着海拔较低的河流生长。该保护区有记录的有812种维管植物、95种藻类、42种大型真菌、322种地衣和124种苔藓。保护区的动物相為南乌拉尔森林的典型，比如棕熊、松鼠、猞猁、红松鼠和松鸡。该公园记录了275种脊椎动物，包括17种鱼类、3种两栖动物、6种爬行动物、196种鸟类和53种哺乳动物。流速很快且冰冷的河流中有鳟鱼生長。

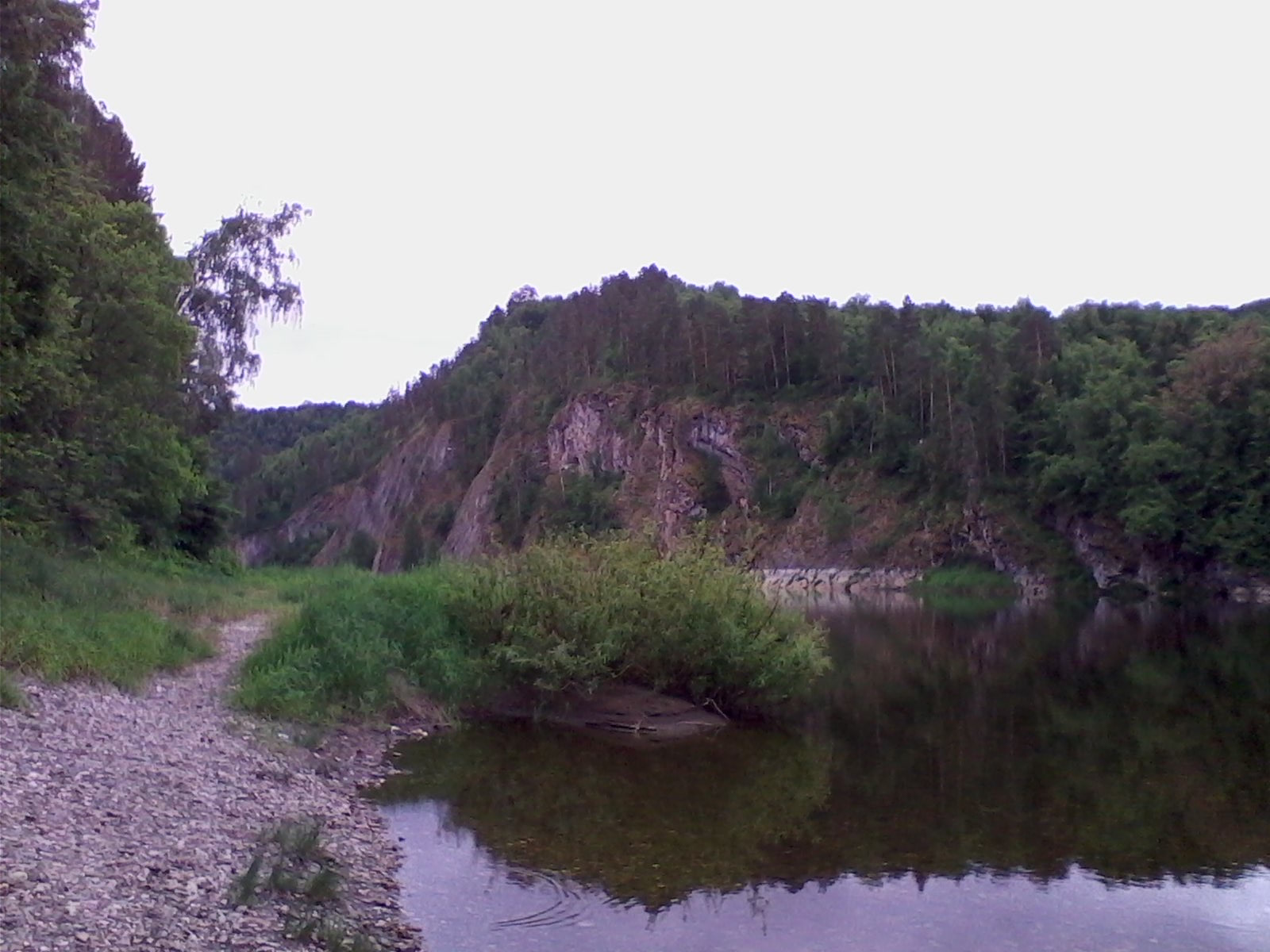
保护区景观

## 管理
保护区内有一个自然博物馆，但访问该地区本身需要预约许可，并且只允许按照有限的路线观光，而且导游必须陪伴。

## 图集

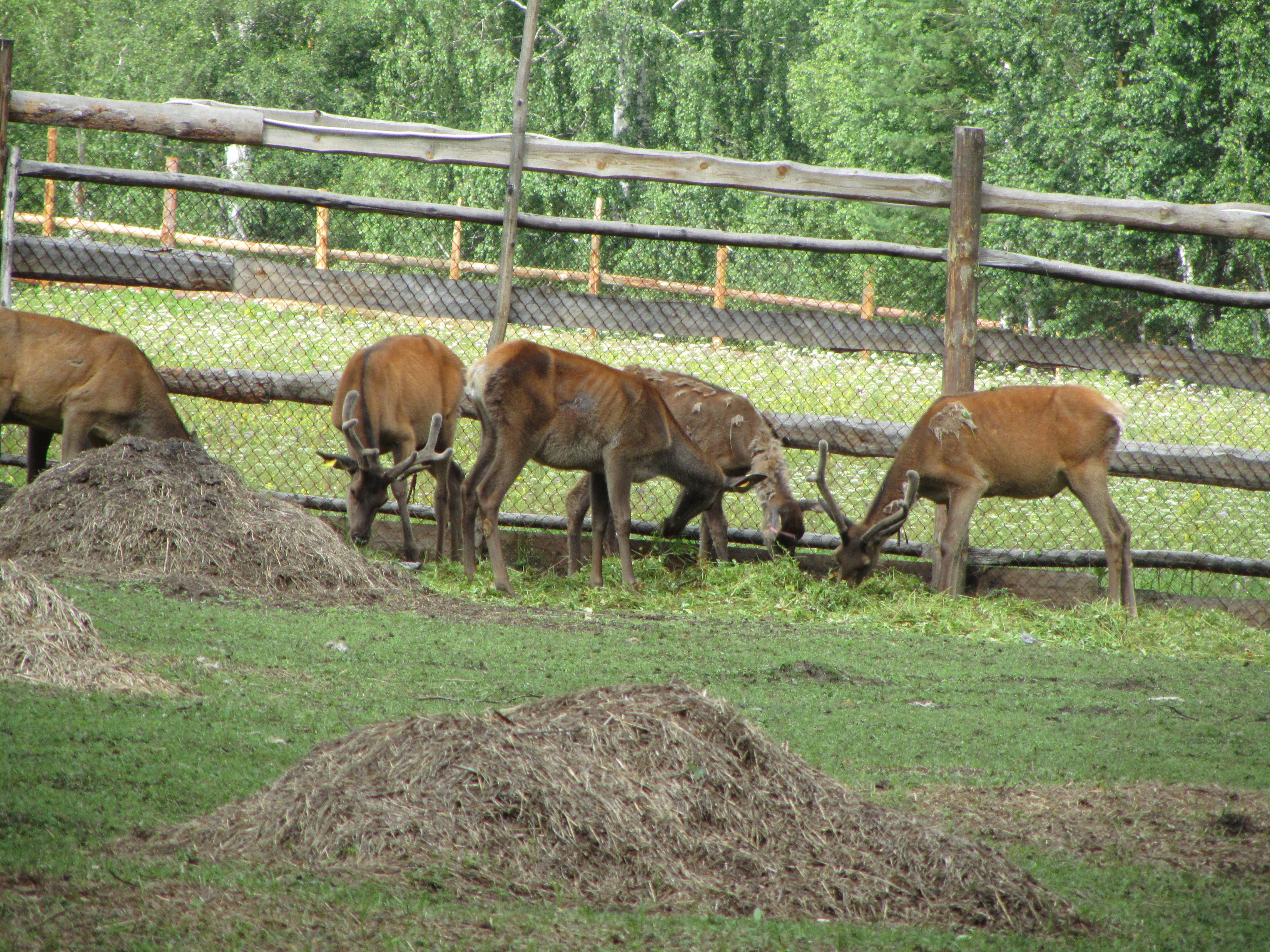
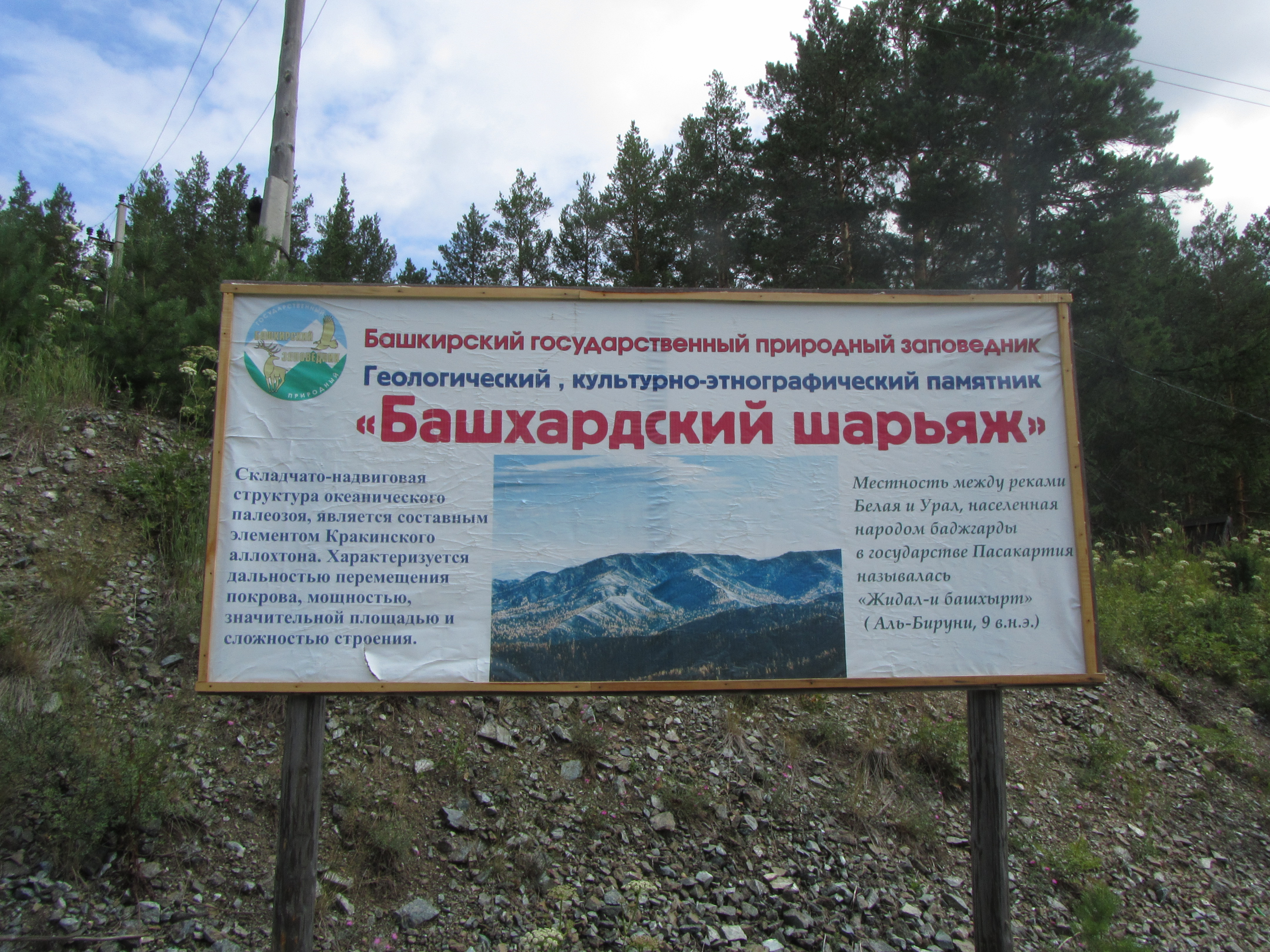
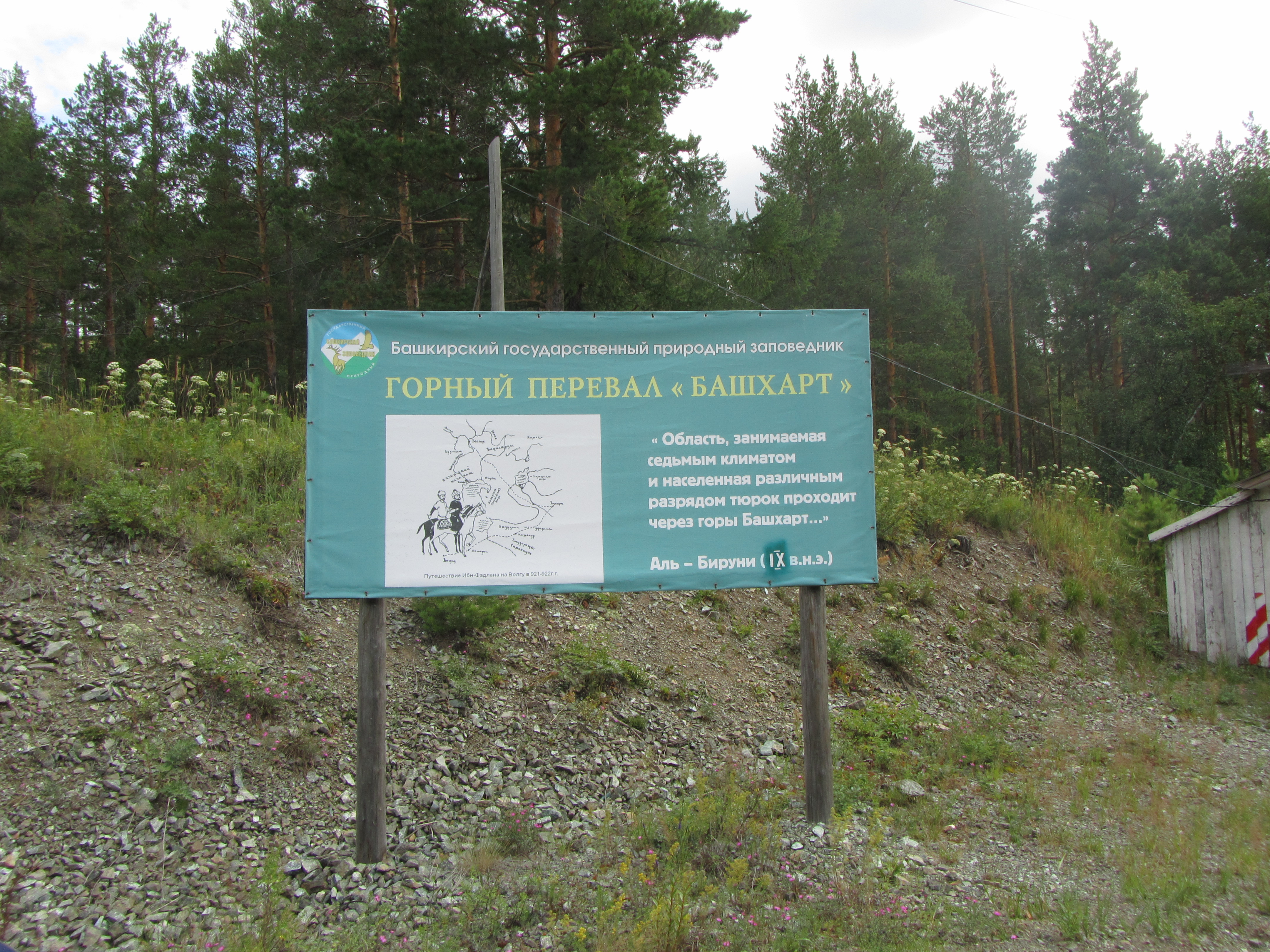
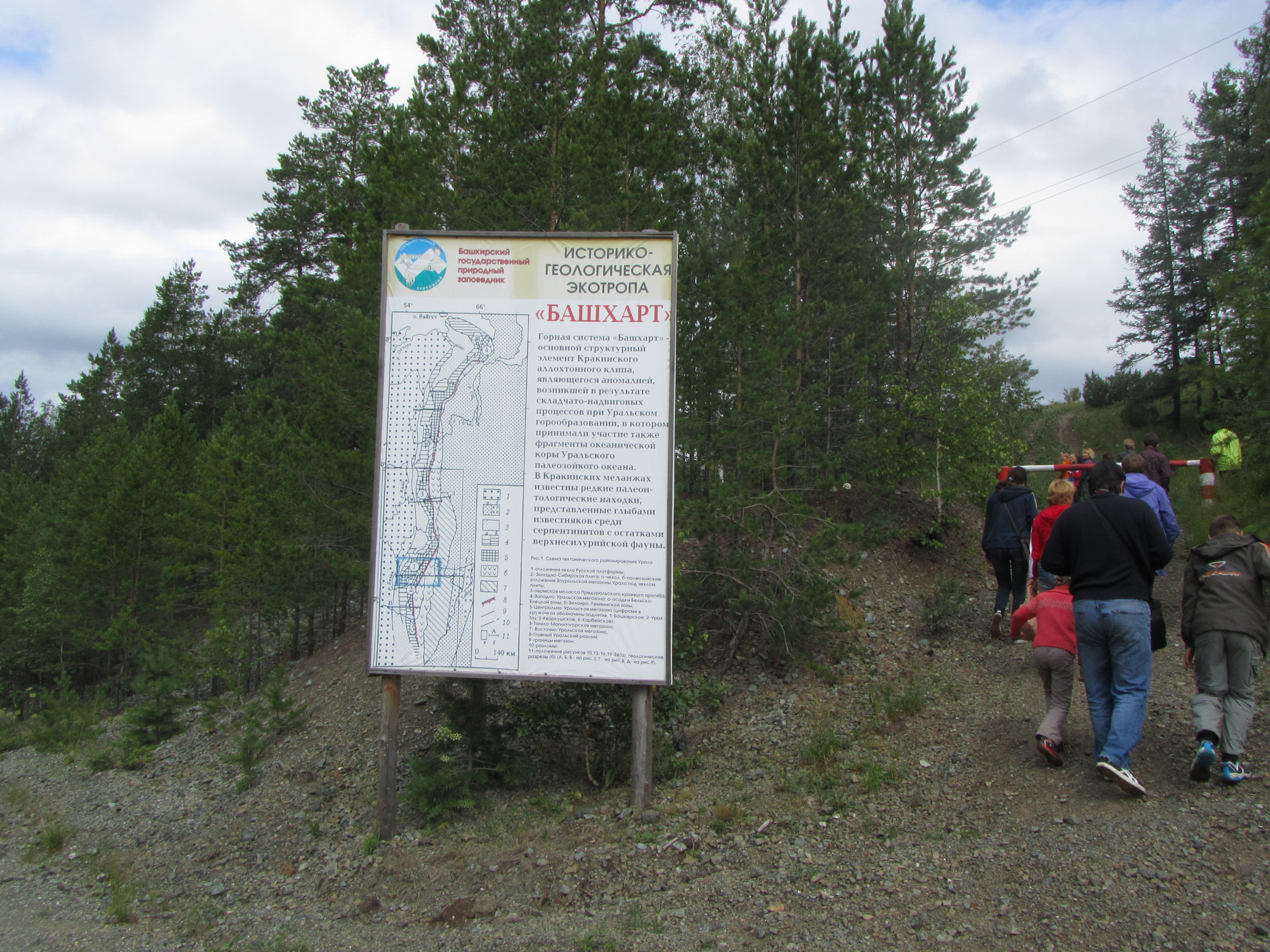